# St Mary Magdalene’s Church (Newark)

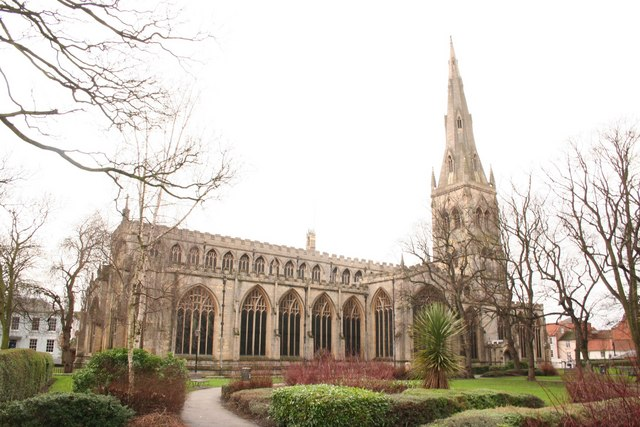
St Mary Magdalene’s Church in Newark-on-Trent

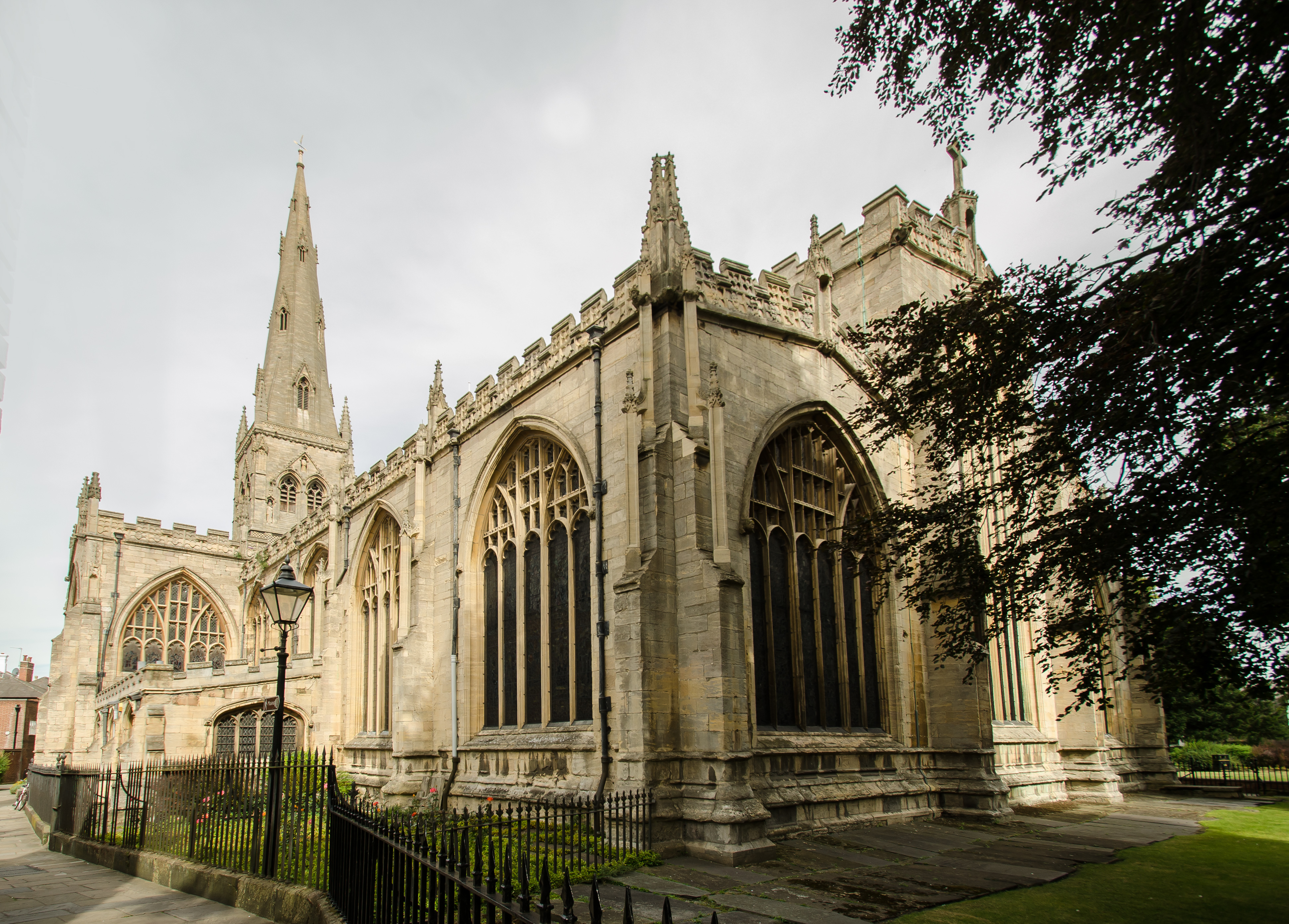
Kirche von Südosten

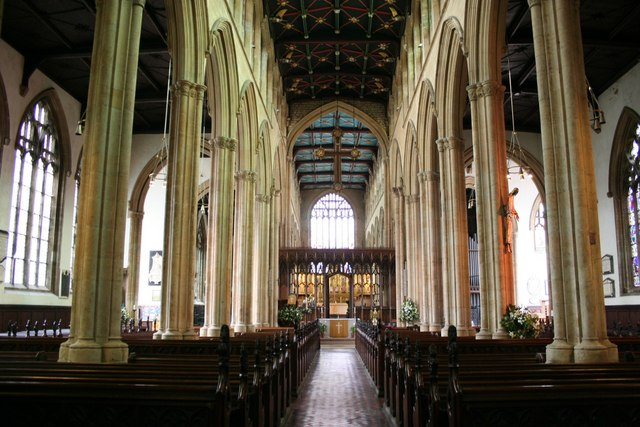
Langhaus und Chor

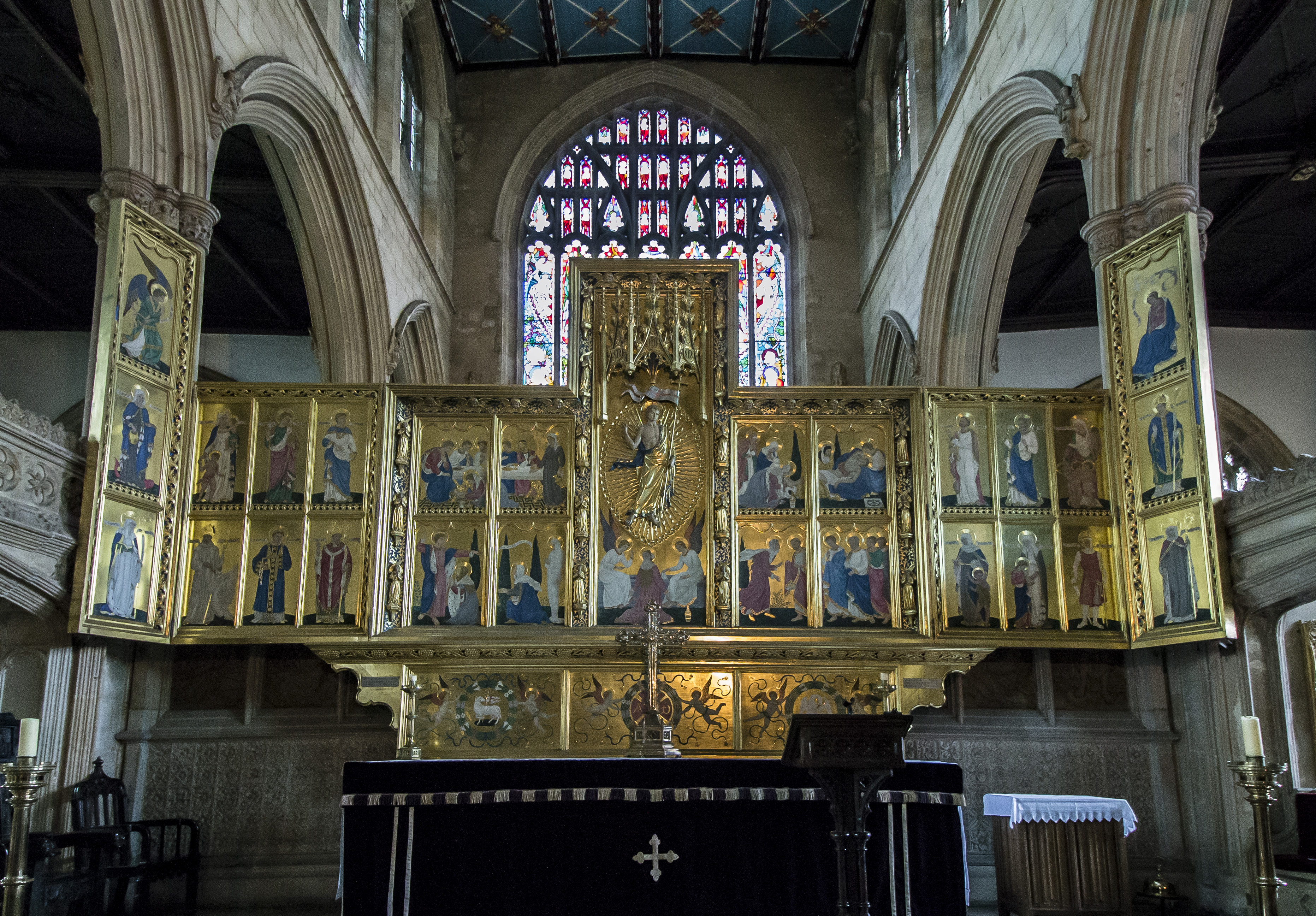
Flügelaltar

Die der Church of England zugehörige St Mary Magdalene’s Church in der mittelenglischen Stadt Newark-on-Trent in der Grafschaft (county) Nottinghamshire trägt das Patrozinium der hl. Maria Magdalena; die imposante Pfarrkirche ist als Grade-I-Bauwerk eingestuft und gehört zum Major Churches Network.

## Lage
Die annähernd 30.000 Einwohner zählende Stadt Newark-on-Trent liegt am River Trent etwa 35 km (Fahrtstrecke) nordöstlich von Nottingham bzw. ca. 60 km südöstlich von Sheffield. Die Kirche befindet sich am nordöstlichen Rand der Altstadt in einer Höhe von ca. 20 m.

## Geschichte
Bereits in angelsächsischer Zeit existierte eine Kirche in Newark; in den Jahren 1180–1220 wurde sie komplett neu errichtet – die Fertigstellung des Glockenturms erfolgte ca. 100 Jahre später. Im 15. Jahrhundert wurde der Bau im Geschmack der Zeit (Perpendicular Style) stark verändert und um die Mitte des 19. Jahrhunderts vom Architekten George Gilbert Scott nochmals umfassend restauriert.

## Architektur
Markantester Bauteil der ca. 66 m langen und 35 m breiten Kirche ist der knapp 72 m hohe Glockenturm mit seinem durchfensterten oktogonalen Spitzhelm. Das Langhaus ist dreischiffig und sechsjochig; alle Bauteile sind holzgedeckt, wobei sich die Decke des Chores von den anderen unterscheidet. Aufgrund der vielen großen Fenster ist die Kirche insgesamt recht hell. Die vom Chor über eine Treppe erreichbare Krypta stammt noch aus angelsächsischer Zeit. 

## Ausstattung
Die überaus reichhaltige Ausstattung ist für eine Pfarrkirche ungewöhnlich und kann eigentlich nur durch den – durch Wollhandel und Textilproduktion – erworbenen Wohlstand der Bürger der Stadt erklärt werden. Größter Schatz ist ein Glasfenster in der südlichen Chorseitenkapelle (Holy Spirit Chapel) aus dem 15. Jahrhundert, dessen Gläser allerdings im Jahr 1846 zusammengesucht und neu zusammengesetzt wurden; ein neuer Rekonstruktionsversuch wurde im Jahr 1957 unternommen. Das Fenster zeigt verschiedene biblische Themen. Die Verglasung aller anderen Fenster ist viktorianisch; der Flügelaltar der Altarrückwand (reredos) wurde erst im Jahr 1937 fertiggestellt und der Kirche gestiftet. Dahinter befinden sich ein steinernes gotisches Chorgestühl (choir stalls) sowie zwei Tafeln aus einem spätmittelalterlichen Totentanz.

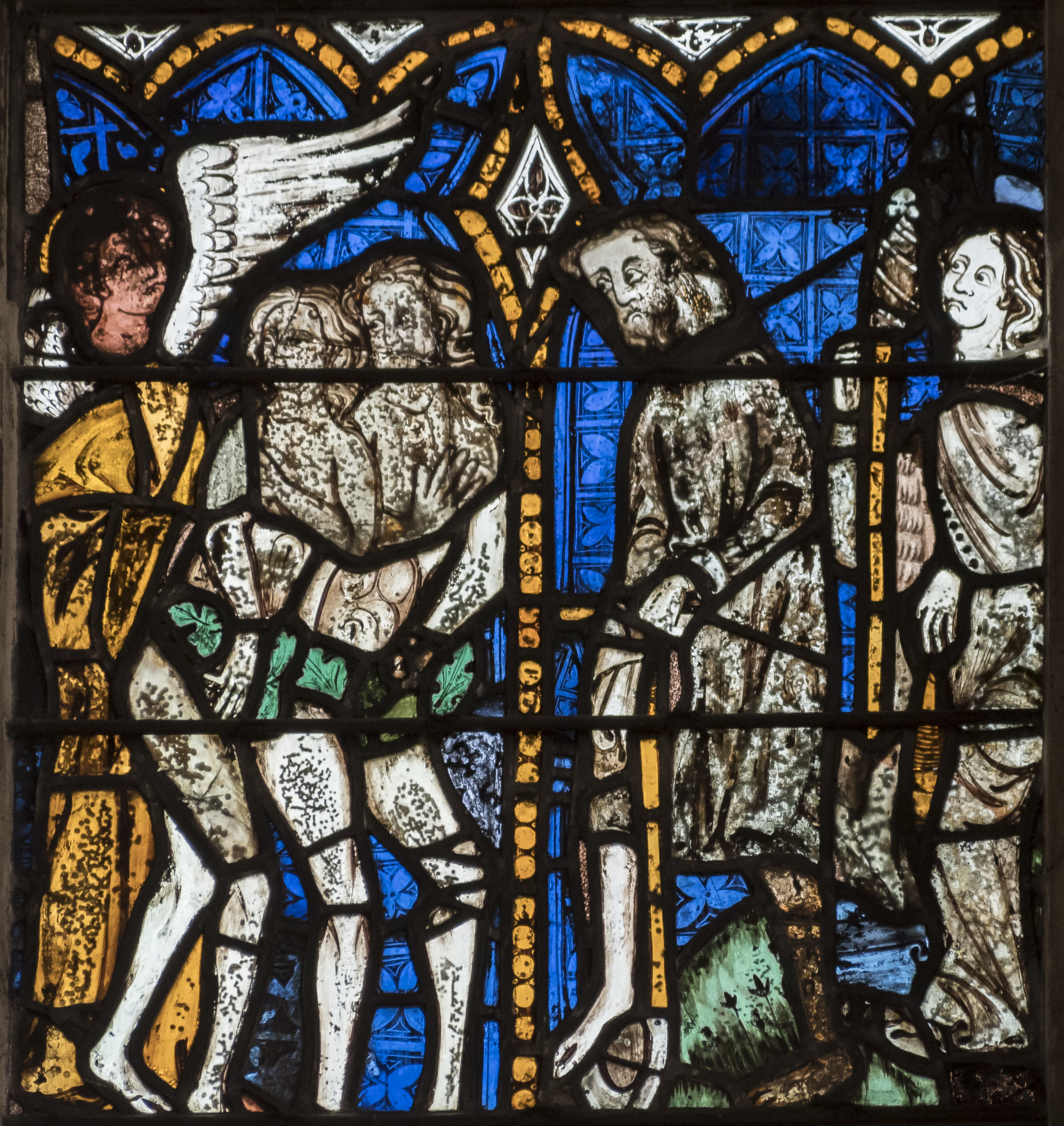
Vertreibung aus dem Paradies
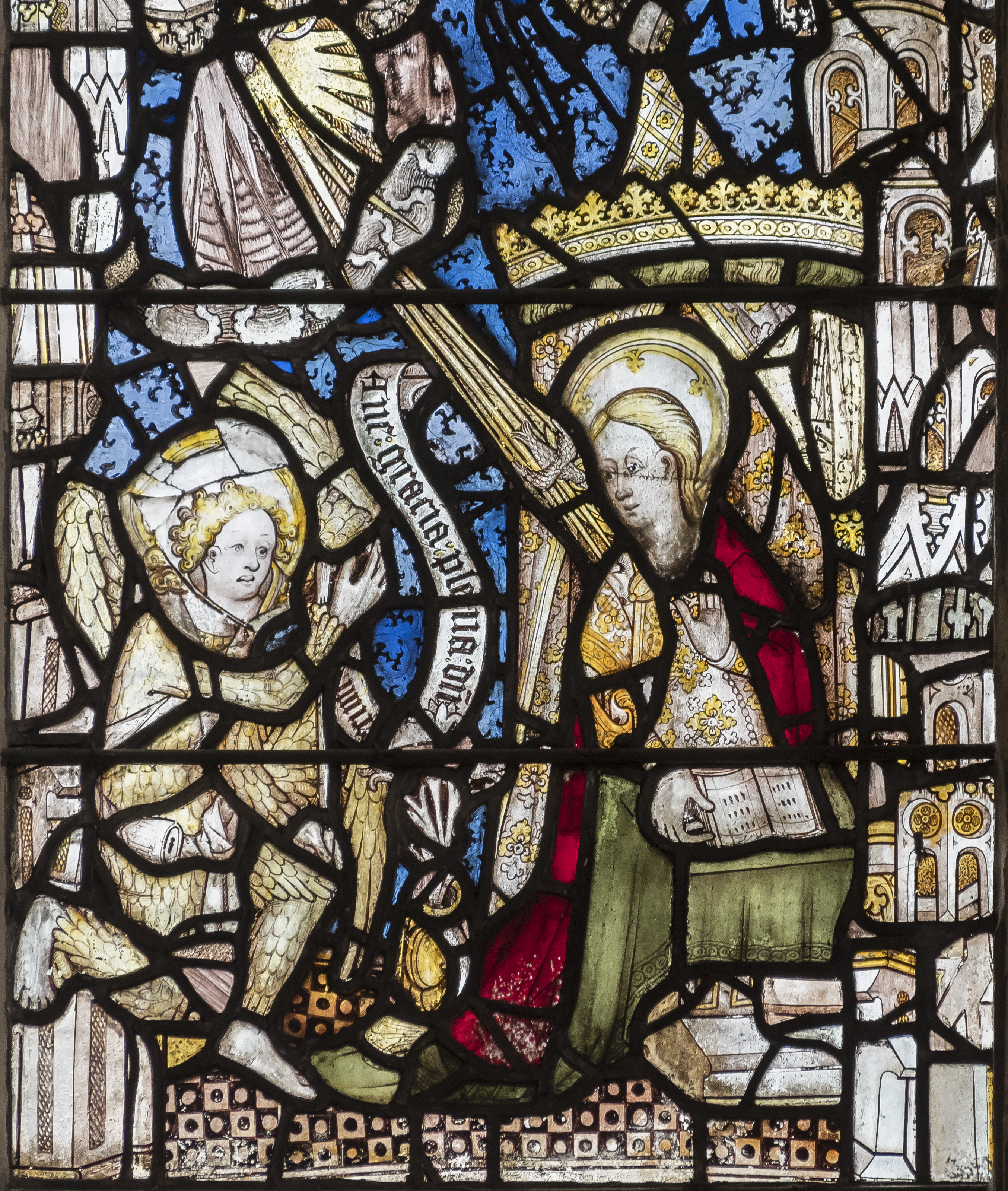
Verkündigung
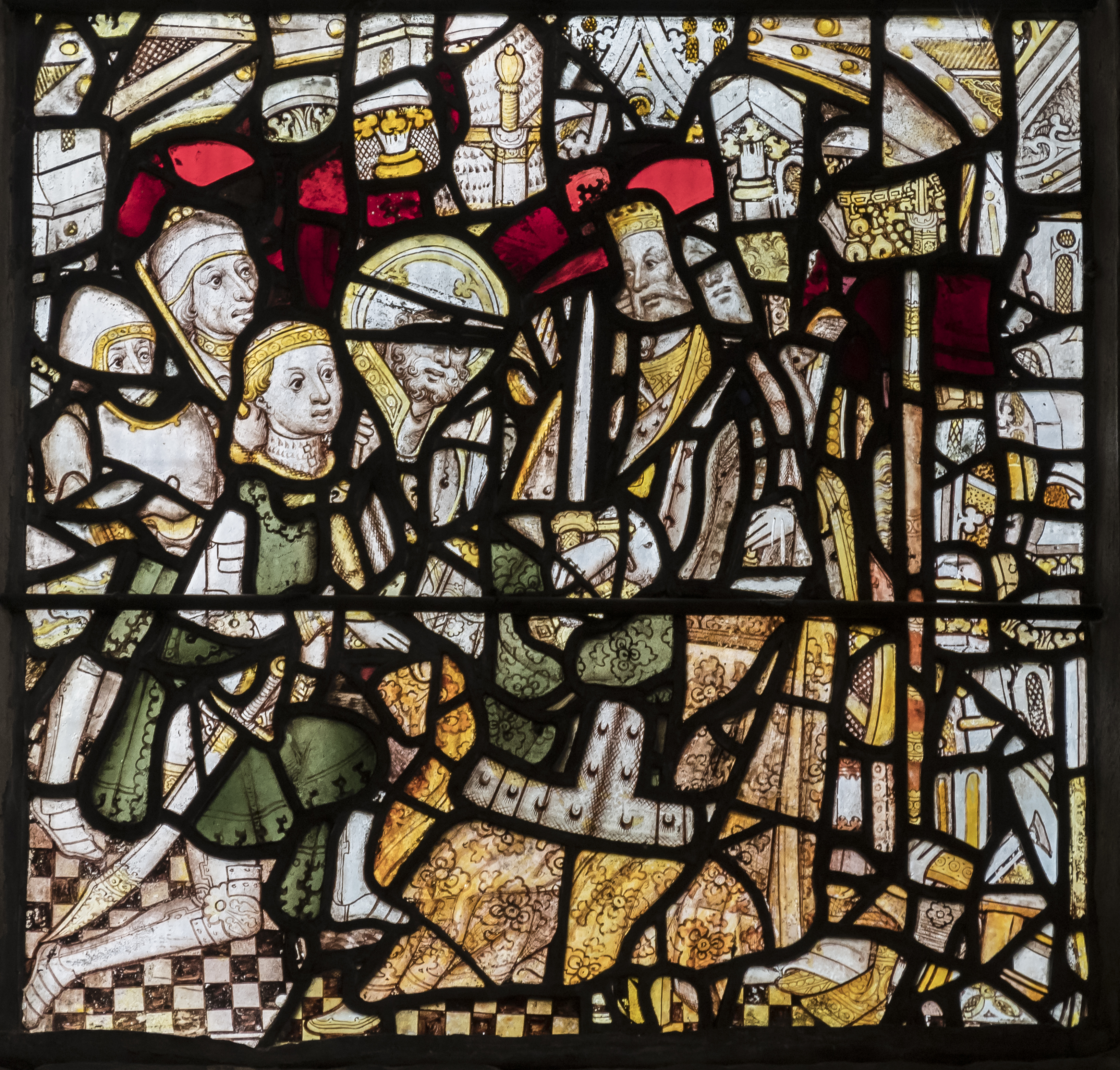
Soldaten vor Herodes
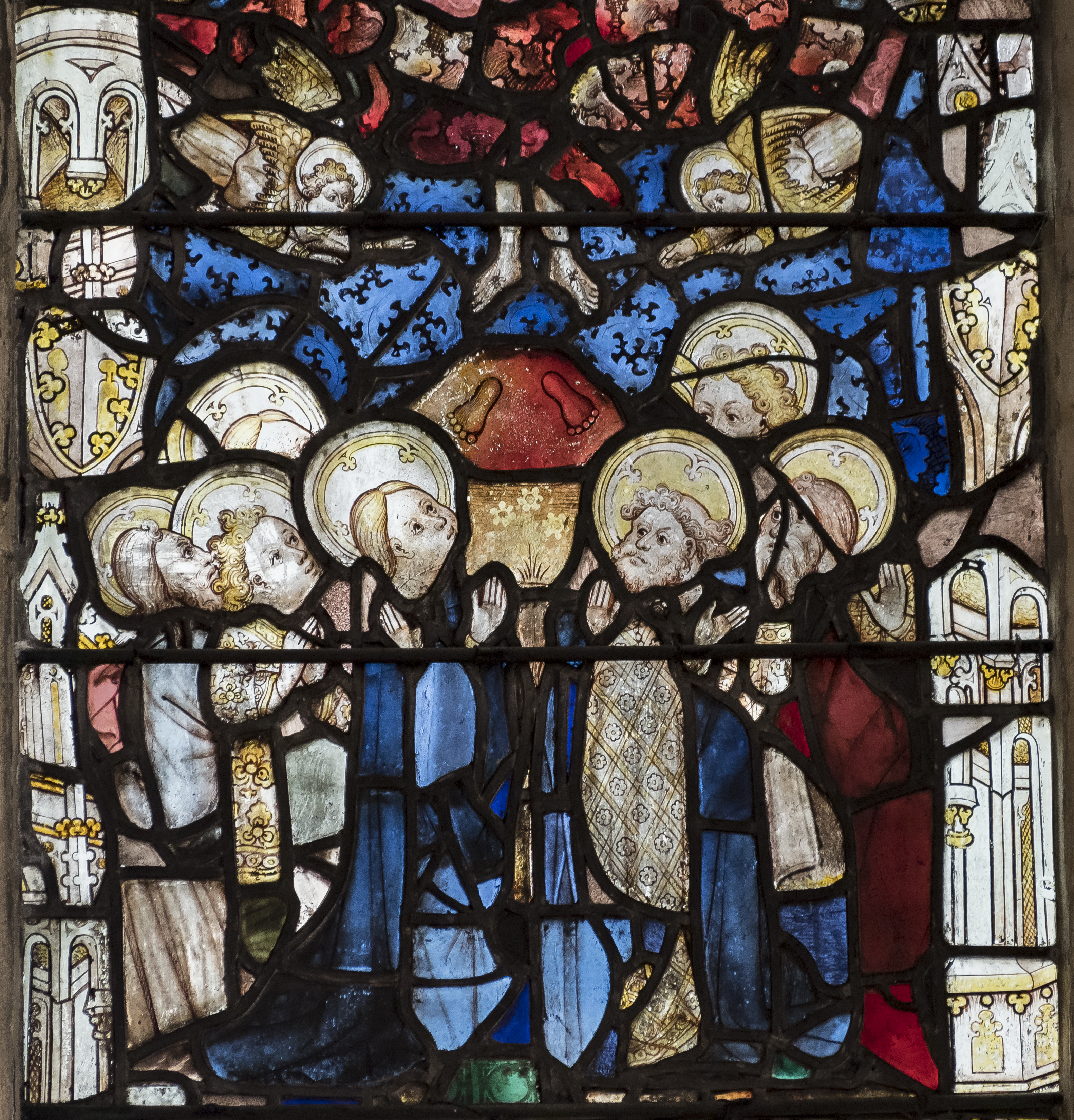
Himmelfahrt Jesu
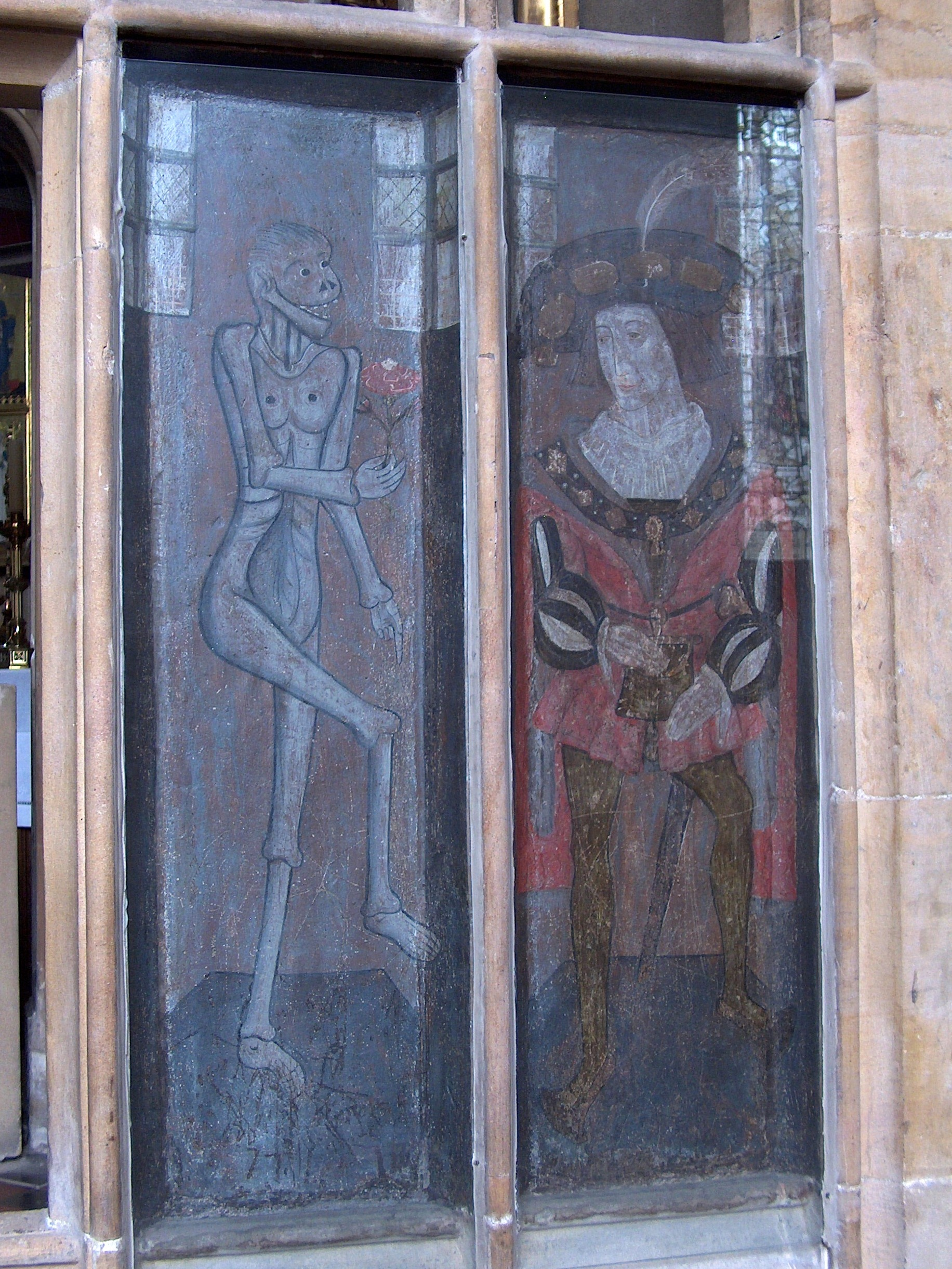
Totentanz